# Depot von Cunnersdorf

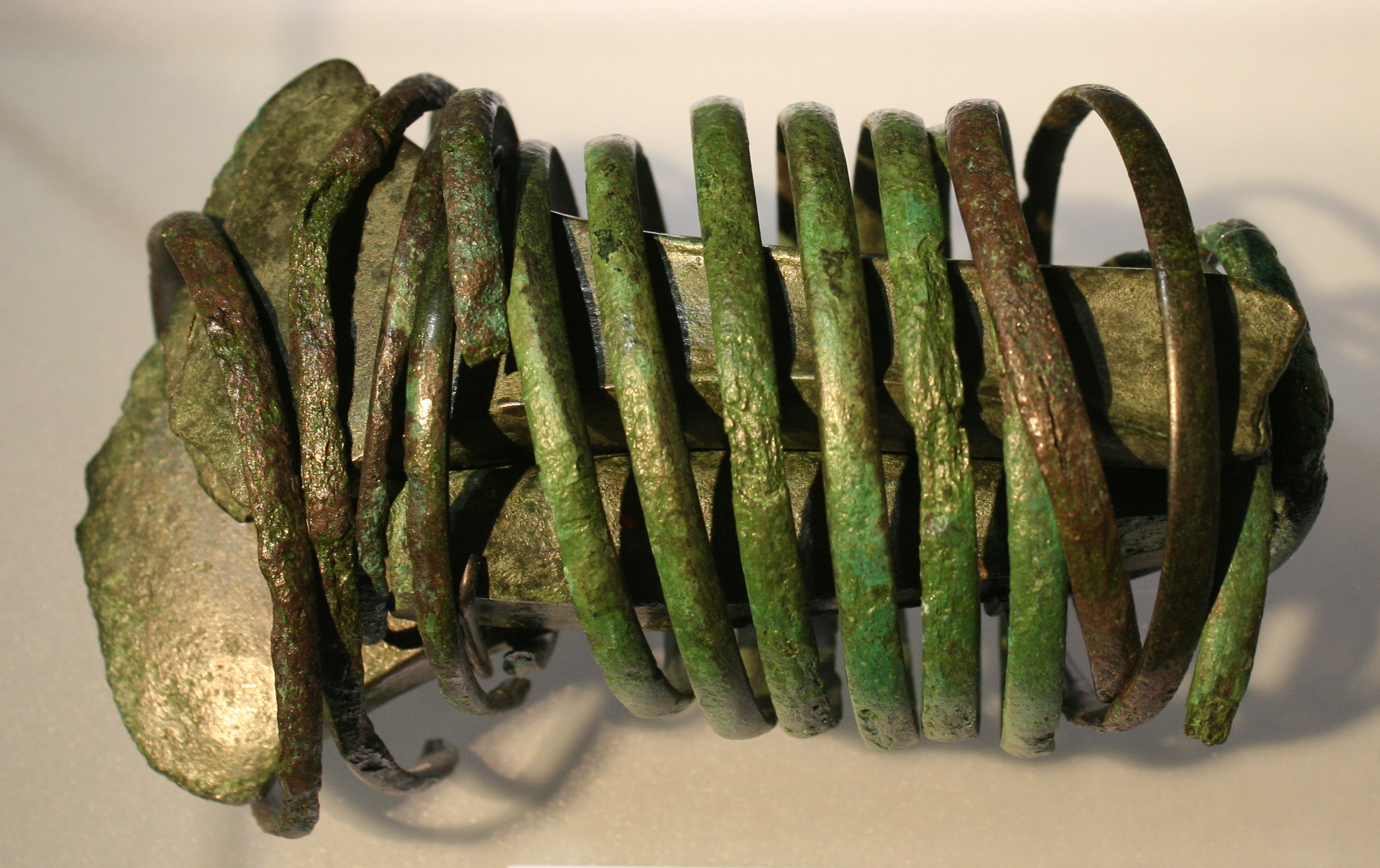
Das Depot von Cunnersdorf

Das Depot von Cunnersdorf (auch Hortfund von Cunnersdorf) ist ein Depotfund der frühbronzezeitlichen Aunjetitzer Kultur aus Cunnersdorf, einem Ortsteil von Bannewitz im Landkreis Sächsische Schweiz-Osterzgebirge (Sachsen). Es datiert in die Zeit zwischen 2000 und 1600 v. Chr. Das Depot befindet sich heute im Staatlichen Museum für Archäologie Chemnitz.

## Fundgeschichte
Das Depot wurde am 16. Juli 1958 bei Erdarbeiten auf dem Werksgelände der Wismut Dresden-Gittersee von einem Arbeiter entdeckt. Der Fundort liegt bereits auf dem Gemarkungsgebiet von Cunnersdorf in unmittelbarer Nähe zur Stadtgrenze von Dresden am recht stark abfallenden Südhang des Kaitzgrundes. Der Fund wurde von Alfred Neugebauer und Gerhard Billig 1961 erstmals publiziert.

## Zusammensetzung
Das Depot besteht aus sieben Bronzegegenständen. In einer Armspirale steckten drei vollständige Randleistenbeile, ein unvollständiges Randleistenbeil ohne Klinge, ein kleiner offener Ring und Bruchstücke einer weiteren Armspirale.
Die Niederlegungsart des Depots von Cunnersdorf ähnelt stark dem des Depots von Oegeln (heute Węgliny, Landgemeinde Gubin, Woiwodschaft Lebus, Polen). Auch hier wurden Beile in eine Armspirale gesteckt.